# 羅東棒球場
宜蘭縣立羅東棒球場是位於中華民國臺灣省宜蘭縣羅東鎮的棒球場，於1992年臺灣區運動會時落成。是該縣設備最完善的棒球比賽場地，位於羅東運動公園內。羅東運動公園秉持著「休憩為主、競賽為輔」的主軸，羅東棒球場原先並沒有外野圍牆及夜間照明設備，是一個簡單大方的場地。中華職棒曾於1993年及1997年於該球場舉辦熱身賽，吸引了大量球迷前來觀賞。羅東棒球場位於運動公園內，交通略顯不便，觀眾多須開車前往，但該地具有相當容量的停車場，因此不至造成交通壅塞問題。此外，因場地缺乏進一步保養，坑洞處處，危機四伏。
由於場地狀況不佳再加上年久失修，以及西部新球場如桃園國際棒球場、台中洲際棒球場的啟用，大幅減少使用機率，近年來已減少很多職棒賽程，2012年起同前幾年的台東棒球場一樣遭到棄守。
而2016年宜蘭縣政府花費近3000萬整修場地，中華職棒統一獅與中信兄弟於該年度7月21日重回羅東，卻發生球場跳電事件，引起外界譁然。

## 球場資訊
- 座落地址：宜蘭縣羅東鎮公正路666號
- 觀眾席數：5,000席
- 左外野：350英尺（106.7）
- 中外野：400英尺（121.9）
- 右外野：350英尺（106.7）
- 外野看臺區無座位席的設置，而是由一片草坪座落，與花蓮棒球場相同。

## 重要日期
- 中華職棒首戰：2004年3月27日（La new熊3：1中信鯨）
- 明星賽：無
- 季後賽：無
- 總冠軍賽：無
- 國際比賽：無

## 外部連結
- 羅東棒球場在台灣棒球維基館上的頁面（繁體中文）
- 中華職棒大聯盟全球資訊網-宜蘭縣立羅東運動公園棒球場 （页面存档备份，存于）